# Puzieux, Vosges
Puzieux là một xã trong vùng Grand Est, thuộc tỉnh Vosges, quận Neufchâteau, tổng Mirecourt. Tọa độ địa lý của xã là 48° 20' vĩ độ bắc, 06° 05' kinh độ đông. Puzieux nằm trên độ cao trung bình là 270 mét trên mực nước biển, có điểm thấp nhất là 268 mét và điểm cao nhất là 345 mét. Xã có diện tích 5,42 km², dân số vào thời điểm 1999 là 134 người; mật độ dân số là 24,7 người/km². Puzieux nằm về phía nam của Nancy.

## Thông tin nhân khẩu
| 1962 | 1968 | 1975 | 1982 | 1990 | 1999 |
| ---- | ---- | ---- | ---- | ---- | ---- |
| 141  | 145  | 125  | 154  | 143  | 134  |